# Anton Korošec
Anton Korošec  (Biserjane, Sveti Jurij ob Ščavnici, 12. svibnja 1872. – Beograd,  14. prosinca 1940.), slovenski političar i teolog.

## Životopis
Godine 1907. izabran je kao zastupnik Slovenske ljudske stranke, a 30. svibnja 1917. godine postaje predsjednik Jugoslavenskoga kluba u bečkom parlamentu. Predsjednikom Narodnog vijeća Države Slovenaca, Hrvata i Srba postaje 29. listopada 1918. godine, a nakon njezinog ujedinjenja s Kraljevinom Srbijom, postaje potpredsjednik prve vlade Kraljevine Srba, Hrvata i Slovenaca.
Dr. Milan Stojadinović (član Radikalne stranke) zajedno s dr. Antonom Korošecom (SLS) i dr. Mehmedom Spahom (JMO) formirao trostranačku vladu. Povezane stranke udružile su se u Jugoslavensku radikalnu zajednicu (JRZ, zvanu jereza).